# Championnat de France amateurs de football 1937-1938
Navigation
Championnat de France amateur 1937 Championnat de France amateur 1939
Le championnat de France amateur de football 1937-1938 est la quatrième édition du championnat de France amateur, appelé Challenge Jules-Rimet, compétition organisée par la Fédération française de football association entre le 10 avril et le 26 mai 1938.
Cette compétition met aux prises les champions des Ligues régionales, dans une épreuve de fin de saison. Elle est ouverte à toutes les équipes premières des sociétés, même celles disposant d'une équipe professionnelle.
Les quinze champions de Ligues participent à cette édition, qui voit le Stade béthunois remporter son premier trophée dans la compétition, en battant en finale le Football club de Scionzier, par deux buts à un au stade olympique Yves-du-Manoir à Colombes

## Histoire
En 1933, la Fédération française de football association met en place une commission d'étude d'une compétition fédérale amateur. Au conseil d'avril 1934 à Strasbourg, le projet de règlement d'une épreuve de fin de saison, qui oppose les vainqueurs de chaque Ligue, est adopté,. Le championnat de France amateur débute en avril 1935. Quatorze champions de Ligues participent à cette première édition. Le président de la FFFA, Jules Rimet, offre personnellement un trophée à la compétition qui prend alors le nom de Challenge Jules‑Rimet.
Depuis 1935, la « Commission de propagande et du Championnat de France amateurs » gère l'organisation et l'administration de l'épreuve. Elle a également la charge de l'élaboration du calendrier, de la composition des poules, de l'ordre des rencontres et de l'homologation des résultats. Dans sa séance du 16 juillet 1937, elle met en place un match entre le champion de France amateurs et le vainqueur de la Coupe Steeg. Pour la saison 1937-1938, ce match se déroule en Afrique du Nord le 19 juin 1938. La Commission propose également des modifications au règlement du championnat de France amateur. Ainsi, au Conseil national du 17 juillet 1937, elle propose des modifications, qui sont adoptées. Elles concernent principalement l'augmentation de l'indemnité kilométrique.
Dans un but de propagande, la Commission met en place pour cette saison 1937-1938 des journées réservées aux sélections amateurs des Ligues métropolitaines dans le but de créer une sélection nationale. Quatre matchs groupant des sélections mixtes interligues sont au programme : Midi-Sud-Ouest contre Sud-Est-Lyonnais, le 6 mars à Cazères (2-2), Ouest-Centre-Ouest contre Paris-Normandie, le 6 mars à Angoulême (0-1), Centre-Nord-Est contre Nord, le 20 mars à Orléans (5-3) et Auvergne-Bourgogne-Franche-Comté contre Alsace-Lorraine, le 20 mars à Moulins (0-2).
La Commission est composée pour la saison de MM. Duquesne (président), Fusier (vice-président), Cottereau (secrétaire), Cancel, Clayeux, Lebas et Verhaeghe.

## Participants
La compétition est ouverte à toutes les équipes premières des sociétés,, même celles disposant d'une équipe professionnelle.
L'engagement pour la quatrième édition de cette compétition, réservée aux clubs champions de Division d'Honneur des Ligues métropolitaines, est toujours facultatif et doit être adressé par les Ligues avant le 15 février 1938. Le nom du champion doit être connu au plus tard le 29 mars, sous peine de ne pas prendre part à l'épreuve.
La commission de propagande et du C.F.A. enregistre, pour la deuxième fois, l'engagement de toutes les Ligues. Quinze clubs participent donc au championnat, dont sept pour la première fois. L'AAE École de la rue Saint-Jean est le club le plus expérimenté dans la compétition, avec une quatrième participation, suivi par l'AS des Charentes, l'AS Valentigney, l'UL Moyeuvre-Grande et l'US Quevilly avec trois participations.
Pour le Championnat de France amateurs, comme pour toutes les compétitions organisées par la FFFA, les clubs doivent remplir aux obligations de tous les règlements en vigueur (terrain, arbitre, ballon, licences, etc.).
| Ligue                   | Champion                                                   | N°   | Ville                | Part. | Résultat    |
| ----------------------- | ---------------------------------------------------------- | ---- | -------------------- | ----- | ----------- |
| Alsace                  | Football club de Colmar 1924                               | 4392 | Colmar               | 1re   | poule       |
| Auvergne                | Association sportive moulinoise                            | 5730 | Moulins              | 2e    | poule       |
| Bourgogne‑Franche‑Comté | Association sportive de Valentigney                        | 768  | Valentigney          | 3re   | poule       |
| Centre                  | Amicale des anciens élèves de l'école de la rue Saint-Jean | 1852 | Châteaudun           | 4e    | poule       |
| Centre‑Ouest            | Association sportive des Charentes                         | 4513 | Angoulême            | 3e    | poule       |
| Lorraine                | Union lorraine de Moyeuvre-Grande                          | 501  | Moyeuvre-Grande      | 3e    | poule       |
| Lyonnais                | Football Club de Scionzier                                 | 4039 | Scionzier            | 2e    | finale      |
| Midi                    | Union sportive revéloise                                   | 5183 | Revel                | 1re   | poule       |
| Nord                    | Stade béthunois                                            | 249  | Béthune              | 2e    | vainqueur   |
| Nord‑Est                | Sporting Club rémois                                       | 615  | Reims                | 1re   | demi-finale |
| Normandie               | Union sportive quevillaise                                 | ?    | Le Petit-Quevilly    | 3e    | poule       |
| Ouest                   | Stade quimpérois                                           | ?    | Quimper              | 1re   | demi-finale |
| Paris                   | Club olympique de Billancourt                              | 60   | Boulogne-Billancourt | 1re   | poule       |
| Sud‑Est                 | Sporting Club d'Orange                                     | 4982 | Orange               | 1re   | poule       |
| Sud‑Ouest               | Club deportivo espanol                                     | 4988 | Bordeaux             | 1re   | poule       |

## Compétition

### Formule
L'organisation des trois premières éditions du championnat de France amateurs est conservée. Les quinze champions régionaux sont divisés en quatre poules géographiques, un de trois clubs, et trois de quatre, et se rencontrent en match aller uniquement. Le classement se fait par addition de points, avec trois points pour un match gagné, deux points pour un match nul, un point pour une défaite et zéro point pour un forfait. En cas d'égalité au classement à la première place, des matchs de barrage sont prévus. Trois dates sont retenues, plus une quatrième pour d'éventuels matchs de barrage.
Les quatre vainqueurs s’affrontent en demi-finales, déterminées par tirage au sort et jouées sur terrain neutre. La finale oppose les deux vainqueurs des demi-finales. Elle a lieu, pour la deuxième fois, au stade olympique Yves-du-Manoir à Colombes.

### Phase de poules
La Commission de propagande et du championnat de France amateur forme les poules dans sa séance du 14 mars, et établit le calendrier dans celui du 28 mars 1938. Les trois journées sont fixées au 10 avril, 24 avril et 1er mai 1938.

#### Poule Nord
Les champions des Ligues de Paris, du Nord et de Normandie se rencontrent dans cette première poule. Chaque équipe reçoit et se déplace une fois. Après avoir remporté la Coupe de France des amateurs,, Béthune est le grand favori du groupe et de la compétition. Il s'impose facilement devant les parisiens et les normands.
Détails des matchs
| Match 1       | CO Billancourt | 2 – 1 | US Quevilly |                      |                      |
| 10 avril 1938 |                |       |             | Boulogne-Billancourt | Boulogne-Billancourt |

| Match 2       | Stade béthunois | 4 – 0 | CO Billancourt |         |         |
| 24 avril 1938 |                 |       |                | Béthune | Béthune |

| Match 3      | US Quevilly | 0 – 5 | Stade béthunois |                   |                   |
| 1er mai 1938 |             |       |                 | Le Petit-Quevilly | Le Petit-Quevilly |

| Rang | Équipe          | Pts | J | G | N | P | Bp | Bc | GA    |
| ---- | --------------- | --- | - | - | - | - | -- | -- | ----- |
| 1    | Stade béthunois | 6   | 2 | 2 | 0 | 0 | 9  | 0  | ∞     |
| 2    | CO Billancourt  | 4   | 2 | 1 | 0 | 1 | 2  | 5  | 0,400 |
| 3    | US Quevilly     | 2   | 2 | 0 | 0 | 2 | 1  | 7  | 0,143 |

#### Poule Est
Les champions des Ligues du Nord‑Est, d'Alsace, de Lorraine et de Bourgogne‑Franche‑Comté se rencontrent dans cette deuxième poule. Chaque équipe joue une fois à domicile, une fois à l'extérieur et une fois sur terrain neutre lors de la première journée, pour garantir l'équité.
Les matchs de la première journée sont reportés au week-end pascal, la semaine suivante. Valentigney est favori du groupe, après sa victoire dans la compétition en 1936. Mais dans cette poule très disputée, l'ASV perd tous ces matchs, et les trois autres clubs se retrouvent à égalité. Comme le prévoit le règlement du championnat, les deux clubs ayant le meilleur goal average disputent un match de barrage sur terrain neutre. Reims a le meilleur GA (9/3), et est qualifié d'office pour ce barrage, mais les deux autres clubs se trouvent de nouveau à égalité (7/5). Un match préliminaire oppose donc Moyeuvre à Colmar, avec prolongation éventuelle. Le vainqueur doit rencontrer ensuite Reims, pour désigner le demi-finaliste,.
Détails des matchs
| Match 1       | UL Moyeuvre-Grande | 3 – 2 | AS Valentigney |                        |                        |
| 18 avril 1938 |                    |       |                | Colmar, terrain du FCC | Colmar, terrain du FCC |

| Match 2       | FC Colmar | 3 – 1 | SC rémois |                 |                 |
| 17 avril 1938 |           |       |           | Moyeuvre-Grande | Moyeuvre-Grande |

| Match 3       | SC rémois | 3 – 0 | UL Moyeuvre-Grande |       |       |
| 24 avril 1938 |           |       |                    | Reims | Reims |

| Match 4       | FC Colmar | 4 – 0 | AS Valentigney |        |        |
| 24 avril 1938 |           |       |                | Colmar | Colmar |

| Match 5      | AS Valentigney | 0 – 5 | SC rémois |             |             |
| 1er mai 1938 |                |       |           | Valentigney | Valentigney |

| Match 6      | UL Moyeuvre-Grande | 4 – 0 | FC Colmar |                 |                 |
| 1er mai 1938 |                    |       |           | Moyeuvre-Grande | Moyeuvre-Grande |

| Rang | Équipe             | Pts | J | G | N | P | Bp | Bc | GA    |
| ---- | ------------------ | --- | - | - | - | - | -- | -- | ----- |
| 1    | SC rémois          | 7   | 3 | 2 | 0 | 1 | 9  | 3  | 3,000 |
| 1    | UL Moyeuvre-Grande | 7   | 3 | 2 | 0 | 1 | 7  | 5  | 1,400 |
| 1    | FC Colmar          | 7   | 3 | 2 | 0 | 1 | 7  | 5  | 1,400 |
| 4    | AS Valentigney     | 3   | 3 | 0 | 0 | 3 | 2  | 12 | 0,167 |

Dans le match préliminaire, à Épinal, les alsaciens dominent la première mi-temps et marquent deux fois. La seconde période est lorraine, et l'égalisation intervient avant la fin du temps réglementaire. Débordés dans les prolongations, les Colmariens encaissent deux nouveaux buts, et laissent Moyeuvre jouer le match contre Reims, pour l'accès à la demi-finale.
Pour ce match de barrage, joué à Verdun, la première période est plutôt équilibrée, avec une égalité au repos, un à un. Dès la reprise, les rémois imposent leur jeu, dominent indiscutablement et marquent les trois buts de la victoire.
Détails des barrages
| Barrage 1  | UL Moyeuvre-Grande | 4 – 2 (ap)      | FC Colmar |        |        |
| 8 mai 1938 |                    | (0 – 2 ; 2 – 2) |           | Épinal | Épinal |

| Barrage 2   | SC rémois | 4 – 1   | UL Moyeuvre-Grande |        |        |
| 15 mai 1938 |           | (1 – 1) |                    | Verdun | Verdun |

|  | Match préliminaire | Match préliminaire | Match préliminaire | Match préliminaire |                    |   | Barrage             | Barrage | Barrage | Barrage |
|  |                    |                    |                    |                    |                    |   |                     |         |         |         |
|  |                    |                    |                    |                    |                    |   | 15 mai 1938, Verdun |         |         |         |
|  |                    |                    |                    |                    |                    |   |                     |         |         |         |
|  |                    |                    |                    |                    |                    |   |                     |         |         |         |
|  |                    |                    |                    |                    |                    |   |                     |         |         |         |
|  | SC rémois          | SC rémois          | 4                  | 4                  |                    |   |                     |         |         |         |
|  | SC rémois          | SC rémois          | 4                  | 4                  | 8 mai 1938, Épinal |   |                     |         |         |         |
|  |                    |                    | UL Moyeuvre-Grande | UL Moyeuvre-Grande | 1                  | 1 |                     |         |         |         |
|  | UL Moyeuvre-Grande | UL Moyeuvre-Grande | UL Moyeuvre-Grande | UL Moyeuvre-Grande | 1                  | 1 | 4                   | 4       |         |         |
|  | UL Moyeuvre-Grande | UL Moyeuvre-Grande |                    |                    |                    |   |                     | 4       |         |         |
|  | FC Colmar          | FC Colmar          | 2                  | 2                  |                    |   |                     |         |         |         |
|  | FC Colmar          | FC Colmar          | 2                  | 2                  |                    |   |                     |         |         |         |

#### Poule Ouest
Les champions des Ligues de l'Ouest, du Centre, du Centre‑Ouest et du Sud‑Ouest se rencontrent dans cette troisième poule. Chaque équipe joue une fois à domicile, une fois à l'extérieur et une fois sur terrain neutre lors de la première journée, pour garantir l'équité. Poule ouverte où les « anciens » (Châteaudun, Angoulême) n'ont rien pu faire devant les bretons du Stade Quimpérois, qui remporte tous ses matchs.
Détails des matchs
| Match 1       | AAEE rue Saint-Jean | 3 – 1 | Club deportivo espanol |           |           |
| 10 avril 1938 |                     |       |                        | Angoulême | Angoulême |

| Match 2                | Stade quimpérois                                                                              | 2 – 1   | AS Charentes                                                                                        |                                                                        |                                                                        |
| Dimanche 10 avril 1938 | Lecoz · Biger                                                                                 | (1 - 0) | Zabala                                                                                              | Stade de Procé, Nantes Spectateurs : Public nombreux Diffuseur : Aucun | Stade de Procé, Nantes Spectateurs : Public nombreux Diffuseur : Aucun |
| Dimanche 10 avril 1938 | Rapport                                                                                       |         | | Stade de Procé, Nantes Spectateurs : Public nombreux Diffuseur : Aucun | Stade de Procé, Nantes Spectateurs : Public nombreux Diffuseur : Aucun |
| Dimanche 10 avril 1938 | Gourdin - Piton, Philippe - Louarn, Legrand, Essioux - Hascoët, Taridec, Person, Lecoz, Biger | Équipes | Rudi - Lafraise, Pegnol - Doucet, Coldeboeuf, Martin - Marja, Zabala, Barbello, Gagnier, Allemargot | Stade de Procé, Nantes Spectateurs : Public nombreux Diffuseur : Aucun | Stade de Procé, Nantes Spectateurs : Public nombreux Diffuseur : Aucun |

| Match 3                | Stade quimpérois                                                                              | 2 – 0   | AAEE rue Saint-Jean                                                                                       |                                                                                                |                                                                                                |
| Dimanche 24 avril 1938 | Taridec 25e · Philippe 65e                                                                    | (1 - 0) | | Stade de Kerhuel, Quimper Spectateurs : Plusieurs milliers Diffuseur : Aucun Arbitrage : Quéré | Stade de Kerhuel, Quimper Spectateurs : Plusieurs milliers Diffuseur : Aucun Arbitrage : Quéré |
| Dimanche 24 avril 1938 | Rapport                                                                                       |         | | Stade de Kerhuel, Quimper Spectateurs : Plusieurs milliers Diffuseur : Aucun Arbitrage : Quéré | Stade de Kerhuel, Quimper Spectateurs : Plusieurs milliers Diffuseur : Aucun Arbitrage : Quéré |
| Dimanche 24 avril 1938 | Gourdin - Piton, Philippe - Louarn, Legrand, Essioux - Hascoët, Taridec, Pennec, Lecoz, Biger | Équipes | Dubuisson - Silly, Rodriguez - Sauchez, Barbetti, Vignes - Leroux, A.Provost, Stenberg, K.Provost, Cardon | Stade de Kerhuel, Quimper Spectateurs : Plusieurs milliers Diffuseur : Aucun Arbitrage : Quéré | Stade de Kerhuel, Quimper Spectateurs : Plusieurs milliers Diffuseur : Aucun Arbitrage : Quéré |

| Match 4       | AS Charentes | 0 – 0 | Club deportivo espanol |           |           |
| 24 avril 1938 |              |       |                        | Angoulême | Angoulême |

| Match 5                      | Club deportivo espanol | 0 – 1   | Stade quimpérois                                                                              |                                                                                   |                                                                                   |
| Samedi 30 avril 1938 15 h 15 |                        | (0 - 1) | Biger 45e                                                                                     | Stade Chaban-Delmas, Bordeaux Spectateurs : Public peu nombreux Diffuseur : Aucun | Stade Chaban-Delmas, Bordeaux Spectateurs : Public peu nombreux Diffuseur : Aucun |
| Samedi 30 avril 1938 15 h 15 | Rapport                |         |                                                                                               | Stade Chaban-Delmas, Bordeaux Spectateurs : Public peu nombreux Diffuseur : Aucun | Stade Chaban-Delmas, Bordeaux Spectateurs : Public peu nombreux Diffuseur : Aucun |
| Samedi 30 avril 1938 15 h 15 | Inconnu                | Équipes | Gourdin - Piton, Philippe - Louarn, Legrand, Essioux - Hascoët, Taridec, Pennec, Lecoz, Biger | Stade Chaban-Delmas, Bordeaux Spectateurs : Public peu nombreux Diffuseur : Aucun | Stade Chaban-Delmas, Bordeaux Spectateurs : Public peu nombreux Diffuseur : Aucun |

| Match 6      | AS Charentes | 0 – 0 | AAEE rue Saint-Jean |            |            |
| 1er mai 1938 |              |       |                     | Châteaudun | Châteaudun |

| Rang | Équipe                 | Pts | J | G | N | P | Bp | Bc | GA    |
| ---- | ---------------------- | --- | - | - | - | - | -- | -- | ----- |
| 1    | Stade quimpérois       | 9   | 3 | 3 | 0 | 0 | 5  | 1  | 5,000 |
| 2    | AAEE rue Saint-Jean    | 6   | 3 | 1 | 1 | 1 | 3  | 3  | 1,000 |
| 3    | AS des Charentes       | 5   | 3 | 0 | 2 | 1 | 1  | 2  | 0,500 |
| 4    | Club deportivo espanol | 4   | 3 | 0 | 1 | 2 | 1  | 4  | 0,250 |

#### Poule Sud
Les champions des Ligues du Midi, du Sud‑Est, d'Auvergne et du Lyonnais se rencontrent dans cette dernière poule. Chaque équipe joue une fois à domicile, une fois à l'extérieur et une fois sur terrain neutre lors de la deuxième journée, pour garantir l'équité. Dans cette poule, le FC Scionzier, finaliste la saison précédente, bat ses trois adversaires par au moins trois buts d'écart.
Détails des matchs
| Match 1       | FC Scionzier | 4 – 1 | US revéloise |           |           |
| 10 avril 1938 |              |       |              | Scionzier | Scionzier |

| Match 2       | SC Orange | 4 – 0 | AS moulinoise |        |        |
| 10 avril 1938 |           |       |               | Orange | Orange |

| Match 3       | AS moulinoise | 0 – 4 | US revéloise |         |         |
| 24 avril 1938 |               |       |              | Limoges | Limoges |

| Match 4       | FC Scionzier | 4 – 1 | SC Orange |          |          |
| 24 avril 1938 |              |       |           | Grenoble | Grenoble |

| Match 5      | AS moulinoise | 2 – 7 | FC Scionzier |         |         |
| 1er mai 1938 |               |       |              | Moulins | Moulins |

| Match 6      | US revéloise | P – G           | SC Orange |       |       |
| 1er mai 1938 |              | (? – ? ; 4 – 4) |           | Revel | Revel |

| Rang | Équipe        | Pts | J | G | N | P | Bp | Bc | GA    |
| ---- | ------------- | --- | - | - | - | - | -- | -- | ----- |
| 1    | FC Scionzier  | 9   | 3 | 3 | 0 | 0 | 15 | 4  | 3,750 |
| 2    | SC Orange     | 7   | 3 | 2 | 0 | 1 | 5  | 4  | 1,250 |
| 3    | US revéloise  | 5   | 3 | 1 | 0 | 2 | 5  | 4  | 1,250 |
| 4    | AS moulinoise | 3   | 3 | 0 | 0 | 3 | 2  | 15 | 0,133 |

### Phase finale
La Commission de propagande et du championnat de France amateurs fixe les demi-finales au 15 mai, et la finale au 26 mai. Une demi-finale est reportée au 22 mai, à la suite des matchs de barrage de la poule Est.

#### Tableau
|  | Demi-finales               | Demi-finales        | Demi-finales        | Demi-finales        |              |              | Finale                | Finale                | Finale                | Finale                |
|  |                            |                     |                     |                     |              |              |                       |                       |                       |                       |
|  | 15 mai 1938, Juvisy        | 15 mai 1938, Juvisy | 15 mai 1938, Juvisy | 15 mai 1938, Juvisy |              |              | 26 mai 1938, Colombes | 26 mai 1938, Colombes | 26 mai 1938, Colombes | 26 mai 1938, Colombes |
|  | Stade quimpérois           | Stade quimpérois    | 1                   | 1                   |              |              | 26 mai 1938, Colombes | 26 mai 1938, Colombes | 26 mai 1938, Colombes | 26 mai 1938, Colombes |
|  | Stade quimpérois           | Stade quimpérois    | 1                   | 1                   |              |              | 26 mai 1938, Colombes | 26 mai 1938, Colombes | 26 mai 1938, Colombes | 26 mai 1938, Colombes |
|  | FC Scionzier               | FC Scionzier        | 3                   | 3                   |              |              | 26 mai 1938, Colombes | 26 mai 1938, Colombes | 26 mai 1938, Colombes | 26 mai 1938, Colombes |
|  | FC Scionzier               | FC Scionzier        | 3                   | 3                   | FC Scionzier | FC Scionzier | 1                     | 1                     |                       |                       |
|  | 22 mai 1938, Saint-Quentin |                     |                     |                     | FC Scionzier | FC Scionzier | 1                     | 1                     |                       |                       |
|  |                            |                     | Stade béthunois     | Stade béthunois     | 2            | 2            |                       |                       |                       |                       |
|  | Stade béthunois            | Stade béthunois     | Stade béthunois     | Stade béthunois     | 2            | 2            | 5                     | 5                     |                       |                       |
|  | Stade béthunois            | Stade béthunois     |                     |                     |              |              |                       | 5                     |                       |                       |
|  | SC rémois                  | SC rémois           | 1                   | 1                   |              |              |                       |                       |                       |                       |
|  | SC rémois                  | SC rémois           | 1                   | 1                   |              |              |                       |                       |                       |                       |

#### Demi-finales
Le tirage au sort des demi-finales donne les rencontres Quimper-Scionzier le 15 mai à Juvisy, et Béthune-vainqueur poule Est le 22 mai à Compiègne (si Reims ou Moyeuvre se qualifie) ou à Châlons-sur-Marne (si Colmar se qualifie).
Sur le Terrain de l'ES Juvisy, le 15 mai, le Stade quimpérois domine la première mi-temps, et marque un premier but rapidement. Un second but est évité, le tir s'écrasant sur la barre. À la reprise, les bretons, avec deux blessés, sont submergés et les Montagnards marquent trois fois. Comme la saison précédente, le FC Scionzier est en finale.
La deuxième demi-finale se déroule finalement à Saint-Quentin le 22 mai, le terrain de Compiègne étant en réfection. Les rémois dominent les dix première minutes, mais butent sur une bonne défense nordiste. Béthune prend alors l'ascendant et ouvre la marque à la demi-heure de jeu. Un second but arrive quelques minutes plus tard, sur corner. En deuxième période, trois nouveaux buts sont inscrits pas les nordistes, mais le SC rémois sauve l'honneur, juste avant le coup de sifflet final. Après avoir échoué en poule la saison précédente, le Stade béthunois est en finale du C.F.A.
Détails des matchs
| 1re Demi-finale      | Stade quimpérois                                                                             | 1 – 3   | FC Scionzier                                                                                      |                                               |                                               |
| Dimanche 15 mai 1938 | Taridec 4e                                                                                   | (1 – 0) | Cavalli 75e 80e                                                                                   | Juvisy, terrain de l'E.S.J. Diffuseur : Aucun | Juvisy, terrain de l'E.S.J. Diffuseur : Aucun |
| Dimanche 15 mai 1938 | Rapport                                                                                      |         |                                                                                                   | Juvisy, terrain de l'E.S.J. Diffuseur : Aucun | Juvisy, terrain de l'E.S.J. Diffuseur : Aucun |
| Dimanche 15 mai 1938 | Gourdin - Piton, Philippe, Essioux, Legrand, Louarn - Hascoët, Taridec, Pennec, Lecoz, Biger | Équipes | Reck - Mouthon, Perillat - Saïd, Gonzalès, Cecari - Tchenen, Vecari, Hyvert, Cavalli, Schiquitano | Juvisy, terrain de l'E.S.J. Diffuseur : Aucun | Juvisy, terrain de l'E.S.J. Diffuseur : Aucun |

| 2de Demi-finale | Stade béthunois | 5 – 1   | SC rémois |                                                                              |                                                                              |
| 22 mai 1938     |                 | (2 – 0) |           | Saint-Quentin Arbitrage : M. Denize Arbitres assistants : MM. Cabanne & Roth | Saint-Quentin Arbitrage : M. Denize Arbitres assistants : MM. Cabanne & Roth |

#### Finale
La finale du championnat de France amateur se joue au stade olympique Yves-du-Manoir à Colombes, le 26 mai 1938, en lever de rideau du match international France - Angleterre.
Grand favori, Béthune domine les débats en début de rencontre, mais tombe sur des savoyards qui pensent surtout à défendre. Ce n'est que sur une faute de main du gardien que les nordistes ouvrent le score. Le jeu s'équilibre ensuite, mais, après une belle phase de jeu béthunoise, un second but est marqué. La mi-temps est sifflée sur le score de deux buts à zéro. À la reprise, les montagnards, plus frais, se montrent dangereux, mais la défense nordiste veille parfaitement. Le trio d'attaque des champions lyonnais manque aussi de chance, et ce n'est qu'en fin de partie qu'il réduit l'écart. L'arbitre du match, M. Raguin, siffle la fin de la rencontre sur le score de deux buts à un. Le Stade béthunois réussit le doublé en enlevant le Championnat de France amateurs, après la Coupe de France amateurs. Une réception est donnée à l'issue du match, au journal Le Matin, qui patronne l'épreuve. Le président de la Fédération, Jules Rimet remet alors les récompenses aux vainqueurs,,.
Détails du match
| Finale              | FC Scionzier                                                                                              | 1 – 2   | Stade béthunois                                                                                         | | |
| 26 mai 1938 13 h 30 | Cavalli                                                                                                   | (0 – 2) | Tiedrez · Hermant                                                                                       | Stade olympique Yves-du-Manoir, Colombes Spectateurs : environ 60 000 Arbitrage : M. Raguin Arbitres assistants : MM. Denize et Cabanne | Stade olympique Yves-du-Manoir, Colombes Spectateurs : environ 60 000 Arbitrage : M. Raguin Arbitres assistants : MM. Denize et Cabanne |
| 26 mai 1938 13 h 30 | Reck - Perillat, Mouthon - Said, Gonzalès, R. Vicari - Schiquitano, Tschirren, Hyvert, Cavalli, A. Vicari | Équipes | Leroux - Kasmarek, Bout - Lenière, Lewandowski, Wambeke - Hermant, Makowiack, Dugauguez, Tiedrez, Garbe | Stade olympique Yves-du-Manoir, Colombes Spectateurs : environ 60 000 Arbitrage : M. Raguin Arbitres assistants : MM. Denize et Cabanne | Stade olympique Yves-du-Manoir, Colombes Spectateurs : environ 60 000 Arbitrage : M. Raguin Arbitres assistants : MM. Denize et Cabanne |

## Bilan
Le Stade béthunois est vainqueur pour la première fois du Challenge Jules-Rimet, après avoir remporté la Coupe de France amateurs. En 1949, il obtiendra un deuxième sacre, dans une autre formule du championnat.
L'AS Valentigney, champion de C.F.A. 1936, l'US Quevilly, futur quadruple vainqueur de la compétition, et l'AS moulinoise, sont les trois équipes à avoir perdues tous leurs matchs.
À la suite des matchs de barrage dans la poule Est, la Commission de Propagande et du Championnat de France amateurs propose la mise en vigueur du goal average sans restriction pour les poules éliminatoires. Cette modification du règlement sera adoptée au Conseil national du 14 janvier 1939.